# ビュシエール＝ポワトヴィーヌ
ビュシエール＝ポワトヴィーヌ（Bussière-Poitevine、オック語:Bussiére）は、フランス、ヌーヴェル＝アキテーヌ地域圏、オート＝ヴィエンヌ県の旧コミューン。

## 地理
コミューンの東側の境界は、12.5km続くガルタンプ川である。
ポワティエ-リモージュ間をつなぐ国道147号線、ポワティエ-ゲレ間をつなぐ国道142号線が通る。北西部はドゥファンの森である。

## 由来
ビュシエールの名はBuis、ツゲ属から派生している。コミューンにはかつてLes Buisという村落があり、Poitevineというポワトゥーにちなむ名称は、この村が1801年にポワティエ司教区に含まれていたことに由来する。その後、村はリモージュ司教区に含まれている。
フランス革命時代、コミューンはビュシエール＝レガリテ（Bussière-l'Égalité）と改名させられていた。

## 歴史
ビュシエール＝ポワトヴィーヌ領主であったジャン・ド・ラ・ランドは、1470年2月4日、ビュセロルの城に大きな塔を建設する許可を得た。シャンパニャックにおいて最初の城が存在し、14世紀初頭にイングランド軍によって破壊された。二度目の城の建設は同じ世紀の後半、ラ・マルシュ伯であるピエール・ド・ブルボンが行い、礼拝堂は聖ブレーズに捧げられた。
ラヴォー城は15世紀に建設された。

## 人口統計
| 1962年 | 1968年 | 1975年 | 1982年 | 1990年 | 1999年 | 2007年 | 2014年 |
| ------ | ------ | ------ | ------ | ------ | ------ | ------ | ------ |
| 1429   | 1330   | 1160   | 1120   | 1019   | 960    | 956    | 893    |

参照元:1962年から1999年までは複数コミューンに住所登録をする者の重複分を除いたもの。それ以降は当該コミューンの人口統計によるもの。1999年までEHESS/Cassini、2006年以降INSEE。

## 史跡
- サン・モーリス教会 - 歴史的記念物[5]

## 姉妹都市
- モテルン、フランス